# Heiterwand
Le Heiterwand est une montagne qui s’élève à 2 639 m d’altitude dans les Alpes de Lechtal, en Autriche.